# Specjalny Ośrodek Szkolno-Wychowawczy dla Dzieci i Młodzieży Słabo Widzącej i Niewidomej im. L. Braille’a w Bydgoszczy

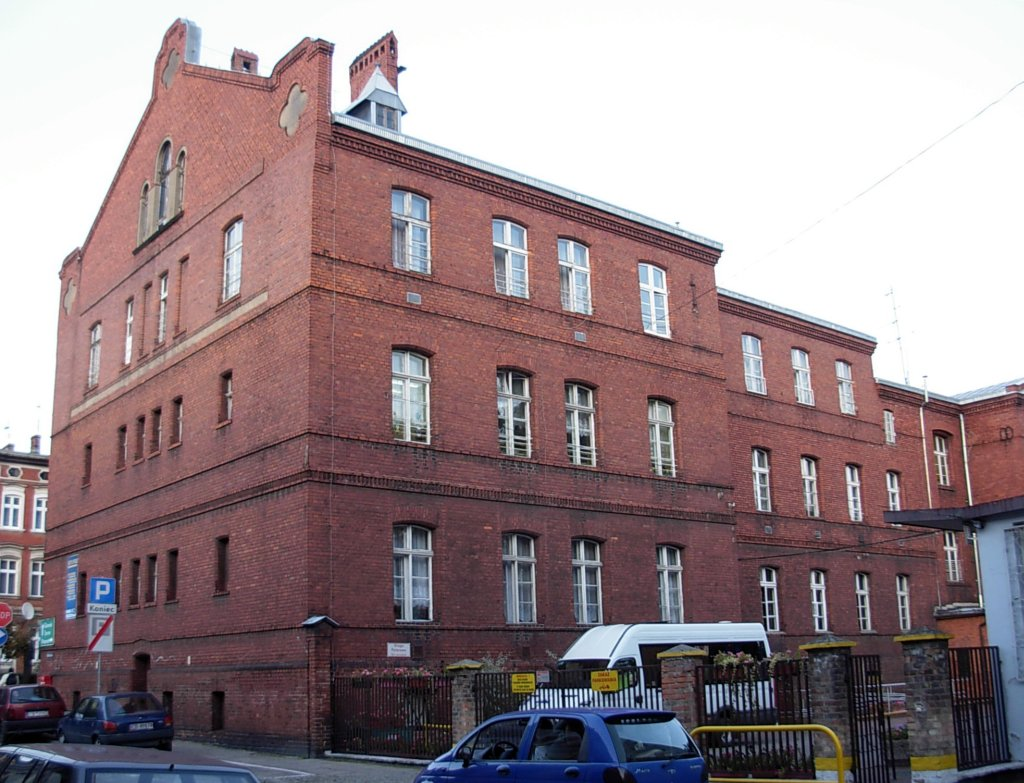
Widok od ul. Reja

Kujawsko-Pomorski Specjalny Ośrodek Szkolno-Wychowawczy Nr 1 dla Dzieci i Młodzieży Słabo Widzącej i Niewidomej im. L. Braille’a w Bydgoszczy – placówka oświatowo-wychowawcza w Bydgoszczy, ulokowana w zabytkowym budynku przy ul. Krasińskiego 10.

## Położenie
Budynek znajduje się w Śródmieściu Bydgoszczy, między ulicami: 3 Maja, Zygmunta Krasińskiego i Mikołaja Reja.

## Historia

### Okres pruski
Kolebką bydgoskiego Ośrodka był Zakład dla Dzieci Niewidomych w Wolsztynie, który otwarto 6 lipca 1853 r. z inicjatywy miejscowego aptekarza – filantropa o nazwisku Knechtel. W 1864 r. zakład przeszedł pod bezpośrednią administrację samorządu Prowincji Poznańskiej.
W 1865 r. Komisja Stanowa zaproponowała Sejmowi Pruskiemu budowę zakładu dla czterdzieściorga dzieci niewidomych obojga płci bez względu na wyznanie w Bydgoszczy. Propozycja ta została przyjęta przez Sejm 2 października 1868 r. Komisja Stanowa przyjęła od magistratu bydgoskiego darowiznę gruntu o powierzchni 2,13 morgi z przeznaczeniem pod budowę zakładu wychowania i nauczania niewidomych, zaś Sejm Wielkiego Księstwa Poznańskiego w latach 1864–1870 przeznaczył 28 tysięcy talarów na budowę budynku.
Trwająca kilka lat budowa zakładu dla ociemniałych została sfinalizowana wiosną 1872 roku oddaniem nowego budynku. Został on wzniesiony według projektu miejskiego radcy budowlanego Fritza Müllera. Miał dwa piętra, posiadał 37 pomieszczenia dla wychowanków, 4 mieszkania dla nauczycieli oraz pomieszczenia dla służby i portiera.
Równocześnie według uchwały sejmowej, przeniesiono jednoklasową szkołę z Wolsztyna do Bydgoszczy. Pierwszym dyrektorem zakładu w Bydgoszczy został Albert Kienel, doświadczony pedagog pracujący ok. 20 lat z niewidomymi w Wolsztynie. Pierwsi wychowankowie zjawili się w ośrodku 4 maja 1872 r. Na początku XX wieku duży procent uczniów stanowiły dzieci polskie, względem których stosowane były silne naciski germanizacyjne.
Od momentu powstania ośrodek szybko stał się ostoją życia niewidomych na terenie zaboru pruskiego. W większości uczęszczali do niego uczniowie pochodzący z terenów Pomorza, Wielkopolski i Śląska. Na początku było ich 24 (docelowo szkoła mogła przyjąć do 40). Uczniowie kończyli sześcioklasową szkołę powszechną, następnie uzyskiwali kwalifikacje w zawodzie organisty, szczotkarza, koszykarza lub stroiciela instrumentów muzycznych. W 1886 r. mury opuścił pierwszy organista, w 1902 r. pierwszy szczotkarz, w 1906 r. pierwsza masażystka (w tej dziedzinie zakład był wówczas pionierem). Za rządów Antona Wittiga, ówczesnego dyrektora placówki (od 1882 r.), powstało schronisko dla niewidomych na rogu ulic Staszica i Kołłątaja, w którym wychowankowie znajdowali zatrudnienie. Była to odpowiedź na problemy dotyczące znalezienia pracy przez niepełnosprawnych absolwentów.
W latach 1906–1909 gmach zakładu rozbudowano, dobudowano dwa skrzydła boczne oraz poszerzono część środkową, dzięki czemu powstały nowe klasy szkolne, pomieszczenia warsztatowe, mieszkanie dla dyrektora. Odnowiono również aulę – wyposażając ją w nowe organy, a także fortepian firmy Carl Bechstein z 1893. Poza tym do budynku doprowadzono wodę, gaz, centralne ogrzewanie, telefon, a także zainstalowano windę kuchenną.

### Okres międzywojenny
Przejęcie zakładu przez władze polskie – Starostwo Krajowe w Poznaniu – nastąpiło 1 kwietnia 1920 roku. Placówka otrzymała nazwę Krajowy Zakład dla Ociemniałych i nazwa ta obowiązywała do 16 stycznia 1928 r., po czym zmieniono ją na Wojewódzki Zakład dla Ociemniałych. Z dniem 1 kwietnia 1938 r. nazwę ponownie zmieniono na: Zakład Ociemniałych Pomorskiego Wojewódzkiego Związku Komunalnego w Bydgoszczy.
Pierwszym dyrektorem zakładu w niepodległej Polsce był Bronisław Hausner. W 1926 r. obowiązki dyrektora przejął Józef Mencel – nauczyciel tegoż zakładu, który pełnił je do września 1939 roku.
Po roku 1921 do placówki przyjęto dzieci z północnych i zachodnich rejonów kraju.
Liczba wychowanków w zakładzie wynosiła:
- w roku szkolnym 1920/21 – 59 (w tym 30 chłopców i 29 dziewcząt),
- w roku szkolnym 1929/30 – 123 (w tym 77 chłopców i 46 dziewcząt),
- w roku szkolnym 1938/39 – 65 (w tym 52 chłopców i 13 dziewcząt).

Dzieci w placówce uczono w programie siedmioletniej szkoły powszechnej. Oprócz nauki ogólnej uczono wychowanków zawodu m.in. szczotkarstwa, koszykarstwa, dziewiarstwa ręcznego, strojenia fortepianów, a najzdolniejszych kształcono na muzyków, głównie organistów. Zakład prowadził również sklep artykułów własnego wyrobu.
W 1930 r. w ośrodku utworzono pierwszy w Polsce oddział dla dzieci słabowidzących.

### Okres okupacji
Po zajęciu Bydgoszczy przez hitlerowskie wojska okupacyjne Zakład dla Ociemniałych został zamknięty. 26 października 1939 r. umieszczono w budynku szkołę dla głuchoniemych. Rozszerzające się działania wojenne na froncie wschodnim zmusiły jednak władze III Rzeszy do likwidacji i tej szkoły. Od 1943 r. przebywali tu obywatele niemieccy z Hamburga, którzy na skutek bombardowań utracili mieszkania, zaś pod koniec wojny zorganizowano na miejscu niemiecki szpital wojskowy.

### Okres powojenny
W pierwszych powojennych latach w zakładzie mieściło się kilka różnych instytucji miejskich i państwowych. Władze oświatowe przejęły ponownie obiekt w lipcu 1947 r. przeznaczając go na Ośrodek Doskonalenia Władz Oświatowych. Jednak w wyniku działalności Władysława Winnickiego zwracającego uwagę na potrzebę kształcenia niewidomych, budynek powrócił do swoich pierwotnych funkcji.
Ponowne otwarcie zakładu nastąpiło 16 października 1948 roku. Nosił on nazwę: Zakład Wychowawczy dla Dzieci Niewidomych w Bydgoszczy i posiadał szkołę podstawową, średnią publiczną szkołę zawodową oraz internat. W 1949 roku został przejęty przez Kuratorium Bydgoskiego Okręgu Szkolnego i upaństwowiony. W 1967 r. zmieniono jego nazwę na Ośrodek Szkolno-Wychowawczy w Bydgoszczy.
Obowiązki dyrektora bydgoskiego zakładu w okresie powojennym kolejno pełnili: Władysław Winnicki, Feliks Banach, Jan Jakóbowski, Gertruda Pydyń oraz Zbigniew Pogodziński. W roku szkolnym 1972/73 liczba wychowanków wynosiła 183, a personelu 77 osób.
W 1972 r. w setną rocznicę powołania bydgoskiego ośrodka, nadano mu imię Louisa Braille’a, twórcy pisma punktowego dla niewidomych. W gmachu szkoły odsłonięto jego popiersie i tablicę pamiątkową. W tym czasie otwarto również Liceum Zawodowe. W 1977 r. oddano do użytku budynek warsztatów szkolnych, w których nauczano zawodów: ślusarza warsztatowego, szczotkarza i mechanika obróbki skrawaniem.
W 1982 r. placówkę przemianowano na Specjalny Ośrodek Szkolno-Wychowawczy im. Louisa Braille’a, jeden z siedmiu zakładów tego typu w kraju. Uczyło się wówczas w nim 164 wychowanków – zarówno w szkole podstawowej, trzyletniej zasadniczej szkole zawodowej i czteroletnim liceum zawodowym. W latach 70. i 80. XX w. ośrodek posiadał przedsiębiorstwa opiekuńcze, które zapewniały praktyki zawodowe i zatrudnienie dla absolwentów. Były to spółdzielnie niewidomych „Gryf” w Bydgoszczy i Gdańsku, Wojewódzkie Przedsiębiorstwo Komunikacyjne oraz Wojewódzka Spółdzielnia Ochrony Mienia w Bydgoszczy. W szkole wykonywano również różne przedmioty w kooperacji z zakładami: ZNTK, „Rometem”, BKBD, „Befaną”, Spółdzielnią Inwalidów Niewidomych w Gdyni i innymi.

## Współczesność
Od 2009 przy ośrodku działa stowarzyszenie Visus Supremus, które prowadzi punkt konsultacyjno – diagnostyczny oraz wspiera edukację i rehabilitację niewidomych i słabowidzących.
W 2022 roku w skład ośrodka wchodziły:
- wczesne wspomaganie rozwoju małego dziecka (WWRD);
- oddział przedszkolny (od 2023 – Przedszkole „Mały Książę”);
- szkoła podstawowa nr 53;
- liceum ogólnokształcące;
- technikum, kształci: masażystów i logistyków;
- szkoła branżowa I stopnia nr 10, kształci: mechaników-monterów maszyn i urządzeń, operatorów maszyn i urządzeń do przetwórstwa tworzyw sztucznych, ślusarzy, kucharzy, pracowników pomocniczych gastronomii, pracowników pomocniczych obsługi hotelowej oraz pracowników pomocniczych ślusarzy;
- szkoła branżowa II stopnia, kształci: techników żywienia i usług gastronomicznych;
- szkoła przysposabiająca do pracy;
- szkoła policealna, kształci: techników administracji, techników tyfloinformatyków, masażystów oraz florystów;
- kwalifikacyjne kursy zawodowe dla dorosłych, kurs gastronomiczny, tyfloinformatyczny, administracyjny;
- pierwszy w kraju oddział dla dzieci i młodzieży głuchoniewidomych oraz z inną niepełnosprawnością złożoną;
- internat[9].

Większość absolwentów liceum podejmuje dalszą naukę w szkołach wyższych i policealnych. Od 19 stycznia 1999 roku ośrodek, jako pierwsza placówka specjalistyczna, jest stowarzyszony z UNESCO.
Mieszkają tutaj i uczą się dzieci i młodzież dotknięta dysfunkcją wzroku (krótkowzroczność, katarakty, podwichnięcia soczewki, mechaniczne uszkodzenia oczu, wrodzone niewidzenie, inne). Zdecydowana większość wychowanków niedowidzi, reszta jest ociemniała zupełnie.
4 kwietnia 2014 roku Ośrodek ustanowił Rekord Guinnessa. Na bydgoskim Starym Rynku została zbudowana najdłuższa na świecie biała laska o długości 24,33 m.
W 2017 rok nastąpiło przekazanie przez bydgoski Ratusz budynku wilii przy 3 Maja 11 (parcela o powierzchni 200 m²), z pozytywną opinią konserwatora zabytków, by przeznaczyć go jako nową część kampusu i nowy składnik Ośrodka – przedszkole dla dzieci niewidomych.
W latach szkolnych 2021/2022 oraz 2022/2023 Ośrodek świętował Jubileusz 150-lecia istnienia, jako najdłużej działająca na ziemiach polskich szkoła dla osób z dysfunkcją wzroku. Kulminację obchodów stanowiła konferencja zorganizowana 21 października 2022 roku w Hotelu pod Orłem pod patronatem Agaty Kornhauser-Dudy Małżonki Prezydenta RP.

## Budynki

### Charakterystyka
Główny budynek ośrodka posiada dwa piętra. Na drugim i częściowo na pierwszym znajduje się internat dla wychowanków. W pozostałej części pierwszego piętra mieszczą się gabinety: lekarza, pielęgniarki oraz okulisty, izolatki, sala doświadczania świata, gabinet historyczny, oddział dla dzieci głuchoniewidomych i aula ośrodka. Na parterze są: sale lekcyjne, stołówka, gabinety dyrektora i wicedyrektora, kierownika internatu, rehabilitanta, psychologa i pedagoga szkolnego, pokój nauczycielski i sekretariat szkoły. W sąsiedztwie znajduje się jednopiętrowy pawilon warsztatów szkolnych i gimnazjum wzniesione w latach 1974–1975. Połączony z nowym trzykondygnacyjnym pawilonem edukacyjnym, który mieści 26 pomieszczeń dydaktycznych i pracowni warsztatowych, oddano do użytku 3 września 2012 roku z okazji 140-lecia ośrodka. Na boisku ośrodka znajdują się dwa place zabaw dla najmłodszych wychowanków internatu oraz dla uczniów przedszkola i szkoły podstawowej, parking dla pracowników, a od 2017 roku także plac orientacji przestrzennej i ruchu ulicznego „Miasteczko Bezpiecznego Bohatera”. W pobliżu ośrodka, na rogu ulic Krasińskiego i Gimnazjalnej, znajduje się sala gimnastyczna, należąca początkowo do zakładu dla głuchoniemych, a od 1920 roku do szkoły dla niewidomych.
Do 1966 roku w skład kampusu Ośrodka wchodził także budynek Schroniska dla niewidomych przy ulicy Kołłątaja 9. Obiekt został wzniesiony w latach 1899–1901 w stylu eklektycznym, nawiązującym do manieryzmu niderlandzkiego według projektu bydgoskiego architekta Karla Bergnera, z inicjatywy dyrektora bydgoskiego Prowincjonalnego Zakładu dla niewidomych, Antona Wittiga. Budynek jest dwukondygnacyjny, z użytkowym poddaszem. Nad złoconym portalem wejściowym znajduje się reliefowy złocony napis Blindenheim.

### Architektura
Rzut głównego budynku został założony na planie litery „E”, z niewielkimi skrzydłami w elewacji podwórzowej i środkowej, wspartymi w narożach wydatnymi przyporami. W części środkowej najwyższa kondygnacja w typie mezzanina, ujęta jest trzykondygnacyjnymi skrzydłami. Ryzality zwieńczone są trójkątnymi szczytami i zdobione tynkowanymi płycinami w formie czwórliścia. Ceglane elewacje dzielone są szerokimi fryzami.
W 2015 roku w trakcie prac renowacyjnych starego budynku, przy wejściu do Ośrodka od strony ulicy Krasińskiego, w westybulu odkryto XIX-wieczne freski.
Na przełomie 2015 i 2016 roku dokonano remontu i renowacji zabytkowej sali gimnastycznej na rogu ulic Gimnazjalnej i Krasińskiego.
W 2020 roku przeprowadzono naprawy i prace konserwatorskie zabytkowego muru ogradzającego kampus Ośrodka od strony ulicy 3 Maja.
W trakcie obchodów jubileuszowych, w wakacje 2021 roku przeprowadzono renowację zabytkowej, polichromowanej belki stropowej i kolumny w stołówce, w głównym budynku Ośrodka, a w 2022 roku dokonano strojenia i konserwacji zabytkowego fortepianu C. Bechstein z 1893 roku.
W 2022 roku rozpoczęła się także rozbudowa i renowacja zabytkowej willi przy ulicy 3 Maja 11, przeznaczonej na specjalistyczne przedszkole dla dzieci niewidomych.